# 新勒林茨村
新勒林茨村（匈牙利語：Újlőrincfalva）是匈牙利赫维什州所辖的一个村。总面积48.09平方公里，总人口260，人口密度5.4人/平方公里（2011年1月1日）。